# Lippich Elek
Lippich Elek (ejtsd: lipics) (írói álnevei: Kadocsa Elek, Koronghy Lippich Elek, Koronghy L. Elek) (Kunszentmárton, 1862. április 2. – Merano, 1924. április 11.) költő, művészeti író.

## Életpályája
Nagykorunghi és kulcsárfalvi Lippich Elek földbirtokos és Theodosius Helena fia. Atyját egyéves korában elvesztette. Középiskoláit és az egyetem bölcseleti tanfolyamát Budapesten végezte. Művészettörténeti tanulmányait 1884-től a berlini, majd a lipcsei egyetemen végezte, tanulmányozta Európa nevezetesebb képgyűjteményeit. Külföldről hazatérve Trefort Ágoston kinevezte a közoktatásügyi minisztériumhoz, ahol a művészeti osztályon dolgozott. 1878-tól jelentek meg versei a Fővárosi Lapokban. Művészeti tárgyú cikket, dalszöveget is írt.

## Írásai
Első költeménye a Tóth Kálmán által szerkesztett Fővárosi Lapokban jelent meg (1878.). Költeményeket és egyéb cikkeket közölt ugyanazon lapban (1884., 1886-88.), a Jász-Nagy-Kun-Szolnokban (1878-tól), a Czegléd-Abonyban (1879-1880.), a Budapesti Bazárban (1880-83., 1889.), a Nagy-Kőrösben (1881-83.), a Magyarország és a Nagyvilágban (1881), a Kecskeméti Lapokban (1882), a Vasárnapi Ujságban (1883-84.), az Irodalmi Lapokban (1884), a Budapesti Hirlapban (1884), a Nemzetben (1886), a gyulafehérvári Politikai Szemlében (1886-87.), a Pesti Hirlapban (1887), a Gvadányi Albumban (1887), a Kun-Szent-Márton és Vidékében (1889), a Művészi Iparban, a Pesti Naplóban (1890. 332. sz. A magyar képzőművészet és a műbirálat) és az Életben (1892. Képzőművészet, 1893. A téli tárlatról.) Több költeményét Rückert kisasszony Coburg-Gothában németre fordította és azok a külföldi folyóiratokban megjelentek. Egyes dalait Varga József és Gaál Ferenc megzenésítették, ilyenek: a Kiszáradt a nyárfa, Szomszédunkban rózsabokor nyilik, Kiderült ... sat.

## Művei

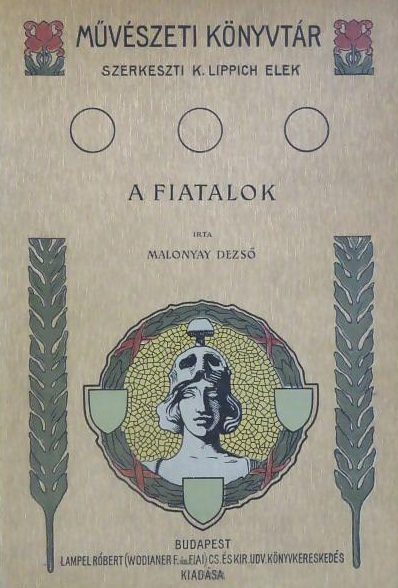
A Művészeti Könyvtár című könyvsorozat egy kötete.

- Egy élet tavaszából (versek, Budapest, 1883)
- A magyar dráma gyermekkora (Budapest, 1884)
- Magyar festők (1901)
- Költeményei 1880–1902 (1903)
- A művészetek és a stílus (1908)
- Versek (1925)

Szerkesztette a Művészeti Könyvtár című könyvsorozatot.